# Michael Boyce
Pour les articles homonymes, voir Boyce.
Michael Boyce, né le 2 avril 1943 au  Cap (Afrique du Sud) et mort le 6 novembre 2022, est un officier de la Royal Navy et membre du banc crossbencher de la Chambre des lords britannique. Il a pour titre celui de baron Boyce.
Il a commandé trois sous-marins, puis une frégate, avant d'atteindre le haut commandement de la marine, le service de First Sea Lord et le chef de l'état-major de 1998 à 2001, puis comme chef d'état-major de la Défense de 2001 à 2003.

## Biographie

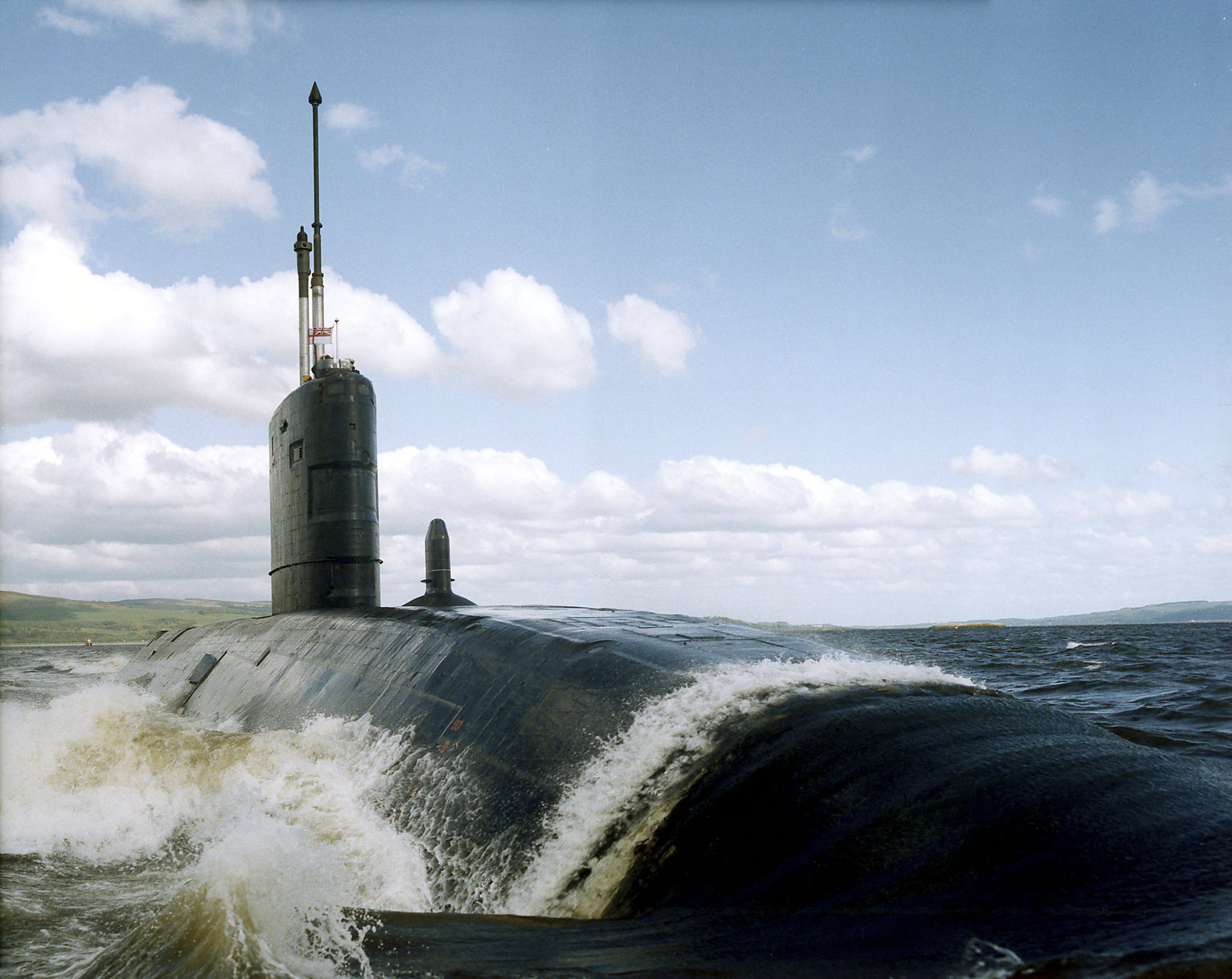
Le sous-marin que Michael Boyce commande à la fin des années 1970.

Drapeau de l'amiral Lord Boyce, en tant que Lord Warden of the Cinque Ports.